# Тарік О'Гейган
Тарік О'Гейган (англ. Tarik O'Hagan, нар. 25 листопада 2003) — американський легкоатлет, який спеціалізується у штовханні ядра та метанні молота.

## Спортивні досягнення
Чемпіон світу серед юніорів у штовханні ядра (2022).